# نیو کوآ

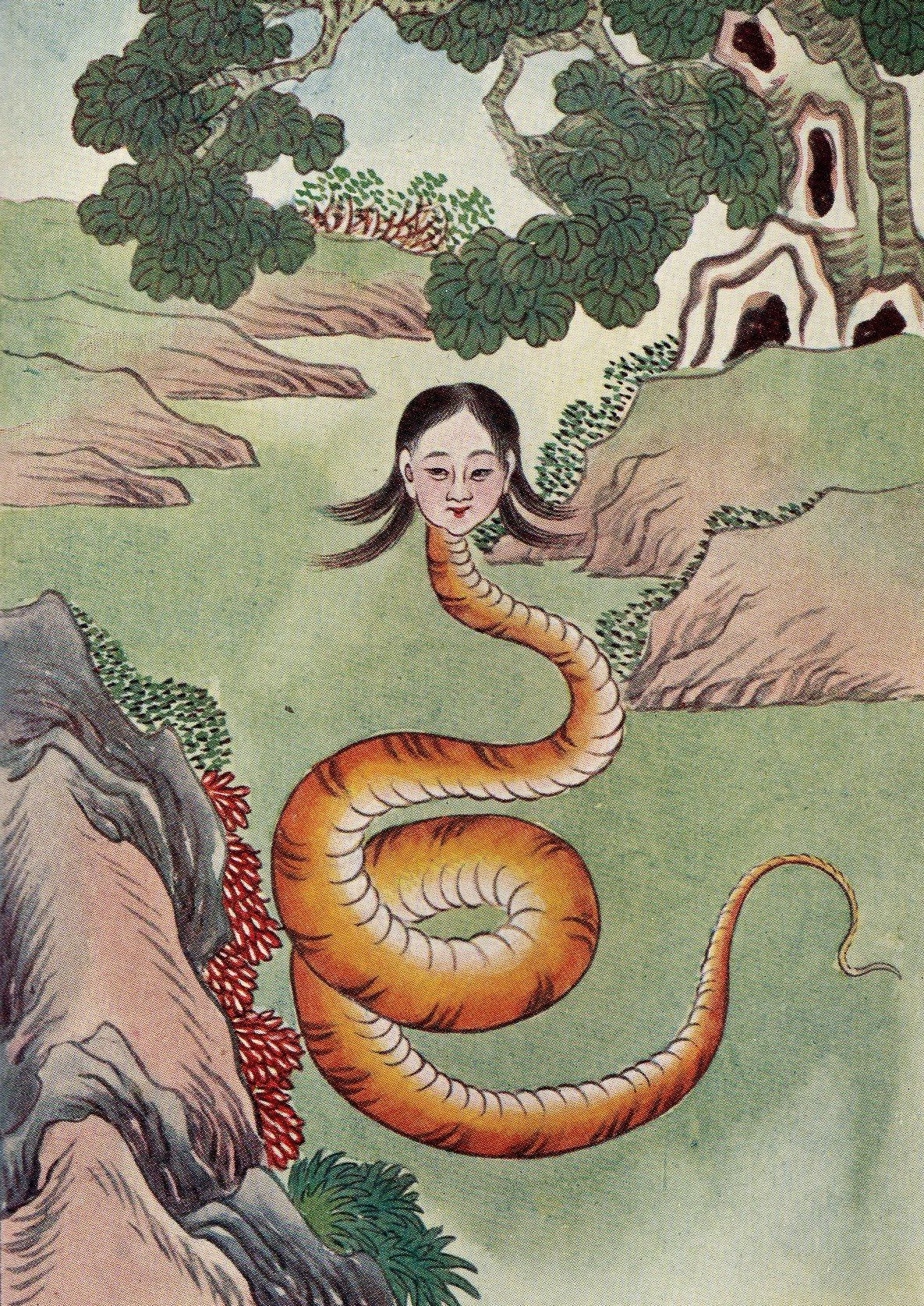
نووا، ایزدبانوی پدیدآورنده در چین باستان

نیو کوآ، نو گوا یا نو وآ (به چینی سنتی: 女媧؛ به چینی ساده شده: 女娲)، در افسانه‌ها و اساطیر چین باستان، الهه مادر و عنوان یک ایزدبانو است که برترین و بهترین ایجادکننده یا سازندهٔ نوع بشر شناخته می‌شود. او همچنین ترمیم‌کنندهٔ دیوار آسمان یا بهشت، خواهر و همسر فو هسی است. در اعصار بعدی این ایزدبانو در همراهی با پانگو یا یوهاونگ (ایزدی دیگر از ارباب انواع در چین) به عنوان پدیدآورندهٔ ویژگی‌های نیک در نوع بشر شناخته شده‌است.

## شکل ظاهری
در اساطیر مربوط به پیدایش بشر در چین باستان، از نام نیو کوآ یاد شده‌است. او یک زن است، امّا شباهت زیادی با پری دریایی (Sirene) دارد و دارای دمی به شکل مار یا اژدها است. گرچه این گونه تصور از او، بعدها یعنی در دورهٔ سلسلهٔ دوّم هان رواج یافته‌است، با این حال غیرقابل انکار است که تمامی تصاویر موجود از این ایزدبانو، او را چنین نشان می‌دهد.
در متن‌های موجود، به غیر از چند استثناء معدود، از دُم او سخنی گفته نشده‌است. بعضی از محققین به این نتیجه رسیده‌اند که عقیده به شکل نیمه خدائی و نیمه انسانی نیو کوآ، باید مربوط به زمان‌های جدیدتر باشد و پیش از آن او را به صورت یک زن عادی تصوّر می‌کرده‌اند.
در مورد اساطیر چینی اساساً تناقضات فراوانی وجود دارد. چینی‌ها به‌طور مداوم به شخصیت‌های اسطوره‌ای، چهره‌ای انسانی داده‌اند و علائم حیوانی یا غیرعادی آن‌ها را طرد کرده‌اند و این تکامل به‌طور آشکار فقط در همین مسیر حرکت کرده‌است. بنابراین بیشتر این فرض قابل قبول است که نویسندگانی که قبل از دورهٔ سلسله هان دربارهٔ نیو کوآ سخن گفته‌اند، مناسب ندیده‌اند که بر روی شکل غیرانسانی او تأکید کنند.

## نقش آفرینی‌ها

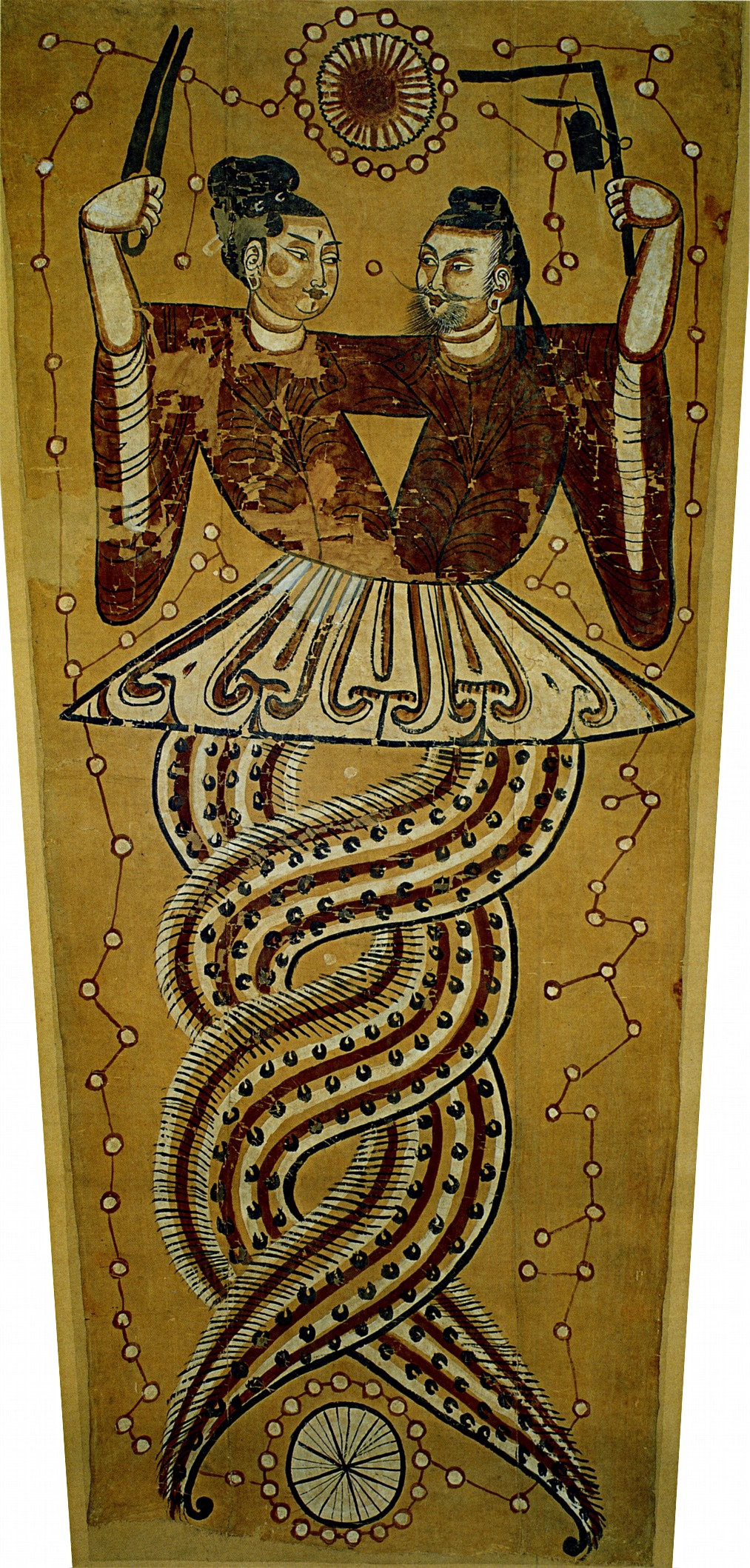
یک نقاشی باستانی از نووآ و فو هی، کشف شده در سین کیانگ

نیو کوآ یکی از سه شخصیت برجسته، یعنی سه نفر اعجوبه‌های فرهنگ ساز چینی است. بعدها حتی خواستند که این سه نفر را به یک نفر تبدیل کنند تا اصالت انسانی آن‌ها سزاوارتر به نظر برسد.
در تصاویر کهنی که بر روی سنگ حکّ شده‌است، نیو کوآ تنها نیست. او همراه با فو هسی که او هم دارای دُم مار است، یک جفت را تشکیل می‌دهد. آن‌ها دُمهایشان را به گرد همدیگر پیچیده‌اند و این نشانهٔ آمیزش جنسی است. امّا ظاهراً در اغلب متون قدیمی‌تر، نیو کوآ تنهاست. اولین بار در دورهٔ متأخّر سلسلهٔ هان، «فو هسی» و «نیو کوآ» به عنوان یک زوج نام برده می‌شوند. اما پس از این دوران، نیو کوآ به عنوان خواهر جوان‌تر فو هسی نام برده می‌شود.
نیو کوآ در چین باستان به عنوان واضع قوانین مربوط به ازدواج شناخته می‌شود و از آنجا که نیو کوآ قوانین ازدواج را وضع کرده و این قوانین را به صورت آمیزش جنسی با فو هسی نشان داده‌است، پس می‌توان بدون کمترین تردید اظهار نظر کرد که فوهی به عنوان همسر نیوکوآ شناخته می‌شده‌است. امّا این موضوع به درستی روشن نیست که آیا فو هسی در عین حال برادر نیو کوآ هم محسوب می‌شود یا خیر؟
همانطور که اشاره شد، نیو کوآ آفرینندهٔ انسان است. او در عین حال در میان اساطیر طوفان یک قهرمان محسوب می‌شود. تحقیقات مردم نگاری نشان داده‌اند که در میان اقوام اولیهٔ جنوب چین، اساطیر متعدد و گوناگونی دربارهٔ طوفان بزرگ وجود دارند. در بین این اساطیر یک خواهر و برادر زناکار وجود دارند که از آمیزش جنسی آنان، انسان‌های جدید پدید آمده‌اند. بر این اساس این خواهر و برادر زناکار سرمنشأ انسان جدید هستند.
احتمال دارد که این خواهر و برادر زناکار، همان زوج نیو کوآ و فو هسی باشند که گفتیم در عین زن و شوهر بودن، خواهر و برادر یکدیگر نیز معرفی شده‌اند. بر اساس شواهد و قرائن، این زوج با این مشخصات، بسیار قدیمیتر از آن هستند که اسناد مکتوب نشان می‌دهند و مسایلی که در مورد این دو شخصیت مطرح می‌شوند، بسیار متعدد و پیچیده هستند.

## روایات اسطوره‌ای

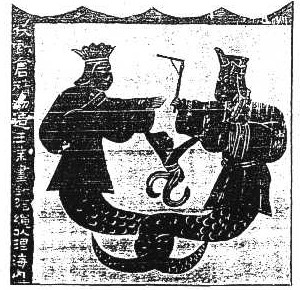
نو وآ و فو هی، یک نقاشی دیواری مربوط به سلسلهٔ هان مربوط به سال‌های ۲۰۶ تا ۲۲۰ قبل از میلاد

در ارتباط با نیو کوآ، روایات اسطوره‌ای متعددی نقل شده‌اند، که مورد ذیل یکی از آن‌هاست:
در روزگاران کهن، زمانی فرارسید که در آن، یکباره و به ناگهان، چهار قطب زمین سرنگون شدند و نُه ایالت از هم گسستند. دیگر نه آسمان همهٔ زمین را می‌پوشاند و نه زمین همهٔ آسمان را تحمّل می‌کرد. شعله‌های آتش خاموشی نداشت و طغیان آب‌ها بی‌وقفه بود. درندگان، مردمان نیک را می‌بلعیدند و پرندگان وحشی، پیران و کودکان را می‌ربودند.
در این هنگام بود که نیو کوآ دست به کار شد. سنگ‌هایی از پنج رنگ را درهم آمیخت تا آسمان لاجوردی را ترمیم کند، پاهای یک سنگ پشت عظیم‌الجثّه را قطع کرد تا آن‌ها را در چهار قطب زمین استوار سازد. اژدهای سیاه را کشت تا سرزمین کی (Ki) را نجات بخشد، خاکستر جگن را انباشته کرد تا راه آب‌های طغیانی را که به ساحل هجوم آورده بودند، مسدود سازد.
هنگامی که آسمان لاجوردی ترمیم شد، چهار قطب زمین مجدداً در جای خود استوار گشتند، آب‌های بند گسسته مهار شدند و آرامش باز هم حکمفرما گردید.
آن زمان که آرامش و سکون دوباره در سرزمین کی برقرار شد، حیوانات وحشی کشته شدند و مردمان نیک دوباره زندگی یافتند. هنگامیکه زمین مربع بار دیگر قدرت تحمل یافت و آسمان مدوّر دوباره توانست همه چیز را در بر بگیرد، آنگاه همه چیز سامان گرفت.

## تفسیر روایات
روایت فوق جزئی از یک اسطورهٔ چینی است که خود تفسیرهای گوناگونی را ایجاب می‌کند. از جمله تفسیرهای پُرپیچ و خم و مختلفی در باب آن بخش از این روایت ارائه شده‌است که از بلاهایی که گریبانگیر زمین شده‌اند، حکایت می‌کند. تفسیرهایی که پرداختن بدانها [علی الخصوص برای افراد غیربومی و ناآشنا] سردرگم کننده‌است. از اینرو تفسیر بلایایی که زمین را فرا گرفت، وامی گذاریم و به وسایلی می‌پردازیم که نیو کوآ برای مبارزه با این بلایا به کار گرفت.
سنگ‌های پنج رنگ که در روایت پیش گفته سخن از در هم آمیختن آنهاست، معمایی را مطرح می‌کنند که: آیا پنج رنگ بودن نشانهٔ زیبایی آسمان و رنگ آمیزی متنوع آن است یا به مقولهٔ دیگری اشاره دارد؟ پژوهشها حاکی از آنند که اصطلاح «پنج رنگ» همان تشبیه رایج کلیشه ایست که در آغاز غالباً در مورد رنگین‌کمان و ابرها به کار برده می‌شد.
امّا در فولکلور «آهنگر و کارگر فلزکار» که از غنی‌ترین فولکلورهای چینی است، از تشبیه سنگ پنج رنگ استفاده شده‌است.
مجموع این ملاحظات ما را به این نتیجه‌گیری می‌رساند که احتمال دارد مورد سنگ‌های نیو کوآ به معدنیات و فلزکاری مربوط باشد.
پژوهشگری به نام «مارسل گرانه» (Granet)، تعداد زیادی از نمودهای اساطیری و نمادین را گردآوری کرده و نشان داده‌است که ترکیب فلزات در سطح اساطیر به معنای ازدواج خدایان هم بوده‌است. این تصور که برخی نیو کوآ را ایزدبانوی ازدواج دانسته‌اند، از همین جا ممکن است پدید آمده باشد. با این وجود با این تعبیر، نه معنای سنگ‌ها روشن می‌شود و نه اینکه چگونه و چرا از این نماد در روایت اساطیری پیش گفته بهره برده‌اند. در حال حاضر توجه برخی چین شناسان بیشتر معطوف به سنگهاست و نه موضوع ترکیب و پنج رنگ بودن آنها. اکنون ثابت شده‌است که نیو کوآ به عنوان یک دلاله محبت یا یک الههٔ زاد و ولد مورد پرستش بوده‌است و این موضوع حداقل در دورهٔ سلسلهٔ هان قطعی است.

## نماد سنگ پشت
در روایت اسطوره‌ای بالا، اشاره شد که نیو کوآ، پاهای یک سنگ پشت عظیم‌الجثه را قطع کرد تا آن‌ها را در چهار قطب زمین استوار سازد. امّا تثبیت چهار قطب زمین بوسیلهٔ پاهای یک سنگ پشت بیشتر از آنکه قابل تشریح باشد، نیازمند تفسیر است.
برای چینی‌های دوران قدیم هم مانند چینی‌های عصر جدید، سنگ پشت موجود جالب توجهی بوده‌است. ظاهراً این جانور به خاطر عمر طولانیش و شهرتی که به عنوان پیشگو دارد و حتی به خاطر شکل خاص اندامش، به عنوان یکی از مظاهر جهان شناخته شده بوده‌است. به‌خصوص که پوشش مدوّر پشتش شبیه آسمان و سطح مربع شکل شکمش مشابه زمین در نظر گرفته می شده‌است. افزون بر این پاهای این جانور به صورت طبیعی به ستون‌های میان زمین و آسمان تشبیه می شده‌است.
در واقع، این حیوان با اندامی شبه سماوی، زرهی سخت، طرحی سنگ گونه، و با طبیعت دوزیستی و حرکت بطئی و محتاطانهٔ خود، مظهری از ثبات و دوام بوده‌است. به عنوان نمونه در چین، مجسمه‌ها و سنگ‌های یادبود روی قبرها را اغلب بر پایه‌ای که به شکل پشت (لاک) سنگ پُشت بوده، می ساخته‌اند. این شکل، در واقع بدین خاطر بوده که ثبات و دوام آن‌ها را مورد تأکید قرار بدهد.
از دیگر سو، لاکپشت به جهت دیگری نیز در اساطیر چین حائز اهمیت است و آن اینکه گفته می شده که جزایر شناور موجودات جاویدان، دنیاهای کوچک و مستقلی هستند که بوسیلهٔ سنگ پشت‌ها تثبیت شده‌اند.

## خاکستر جگن
یکی دیگر از نکات قابل بررسی در روایت اسطوره‌ای پیش گفته، مسدود و مهار کردن آب‌های هجوم برده به ساحل بوسیلهٔ خاکستر جگن (نوعی گیاه از تیره جگنیان)، توسط نیو کوآ می‌باشد. برخی از مفسران کوشیده‌اند تا این جریان را بدین شکل توجیه کنند که: خاکستر جگن از این رو برای این مهم به کار برده می‌شود که سرمنشأ آن یک گیاه آبی است. شاید تصور می‌کرده اند که این گیاه دارای همان طبیعت آب است. اما این احتمال نیز هست که چینیان عصر باستان نیز، آنچنانکه عقیدهٔ بعضی از مکاتب فلسفی (از جمله عقیدهٔ مکتب‌های پنج عنصری) است، چنین می اندیشیده اند که از لحاظ منطقی گیاه آبی بر آب برتری و تسلط دارد.
مسلماً انبوه جگن می‌تواند به مصرف سدبندی و استحکام حاشیه‌های رودخانه‌ها برسد، امّا خاکستر جگن به هیچ وجه برای این کار مناسب نیست. عده‌ای موضوع استفادهٔ نیو کوآ از خاکستر جگن را اینطور توجیه می‌کنند که این خاکستر در گذشته به عنوان مادّهٔ خشک‌کننده، به‌خصوص در گورها به کار برده می شده‌است. گواینکه در این مورد هم، هرگاه تأثیر جادویی خاکستر بیش از تأثیر مادّی آن مورد نظر بوده‌است، بیشتر از خاکستر صدف و اغلب از خاکستر ماهی صدف استفاده می‌کرده اند و بدین ترتیب، علت دقیق به کار گرفته شدن این خاکستر توسط نیو کوآ چندان توجیه پذیر نمی‌باشد.

## اژدهای سیاه
گفته شد که نیو گوآ، به منظور نجات سرزمین کی، اقدام به کشتن اژدهای سیاه می‌کند. برخی از چین شناسان حدس زده اند که این اژدهای سیاه می‌تواند همان کونگ کونگ باشد، اما چنین فرضی قطعی نیست. با این حال از آنجا که اسطوره نگاران قدیم خواسته اند اسطورهٔ کونگ کونگ را با اسطورهٔ نیو کوآ پیوند بزنند، چنین فرضیه‌ای را مطرح کرده‌اند.
در شرح کارهای کونگ کونگ، گفته شده‌است که وی پس از آنکه از چوانگ هیو یا یک شخصیت اساطیری دیگر شکست خورد، کوه پو تشو را از جا کند و موجب شد که آسمان فروریزد و آب‌ها طغیان کنند و....، امّا نیو کوآ، پس از این اقدامات ویرانگر کونگ کونگ وارد عمل شده و ویرانی‌هایی را که او به بار آورده است، ترمیم می‌کند.
البته در بسیاری از متون هم، هیچ ارتباطی میان این دو اسطوره قایل نشده‌اند. اما اگر بخواهیم این اسطوره‌ها را، چه از راه بررسی مراسم نیایشی که احتمالاً به هریک از آن‌ها مربوط می‌شود و چه از طریق شناسایی سرزمین اصلی طایفه‌ها و تیره‌هایی که این شخصیت‌های اسطوره‌ای را به عنوان اجداد خود میشناسند، به منطق محدود و معینی منتسب کنیم، مشخص خواهد شد که دو اسطورهٔ نیو گوآ و کونگ کونگ، از سرزمین‌های مختلف، اما همسایه سرمنشأ گرفته‌اند. ضمن اینکه باید توجه داشت که چین قدیم، در مقایسه با چین کنونی چندان بزرگ نبوده است.